# Station Strzelce Krajeńskie
Station Strzelce Krajeńskie was een spoorwegstation in de Poolse plaats Strzelce Krajeńskie.